# Clinton Clauson
Clinton Amos Clauson, född 24 mars 1898 i Mitchell, Iowa, död 30 december 1959 i Maine, var en amerikansk demokratisk politiker. Han var Maines guvernör från januari 1959 fram till sin död.
Clauson deltog i första världskriget och studerade sedan kiropraktik.  Han var borgmästare i Waterville 1956–1957.
Clauson efterträdde 1959 Robert Haskell som guvernör och avled senare samma år i ämbetet. Frimuraren Clauson gravsattes på Pine Grove Cemetery i Waterville.